# Domenico Di Bari
Domenico Di Bari (Andria, 1925 – Bari, 2009) è stato un architetto italiano.
Fu progettista di edilizia privata, scolastica, sanitaria e industriale ma in particolare si soffermò maggiormente verso la progettazione di luoghi di culto e urbanistici.

## Biografia
Domenico Di Bari si laureò in Architettura nel 1951 presso l'Università degli Studi di Roma, dal 1971 sino al 1997 fu libero docente di Tecnica Urbanistica e poi di professore associato di Pianificazione territoriale presso la Facoltà d’Ingegneria dell’Università degli Studi di Bari.
Fu progettista di edilizia privata, scolastica, sanitaria e industriale ma in particolare si soffermò maggiormente verso la progettazione di luoghi di culto e urbanistici.
Durante gli anni '50 e '70, andò a Bari per fare l'architetto per edifici religiosi.
Le sue opere più eminenti sono: la chiesa di San Pio X, di Nostra Signora del Santissimo Sacramento, di San Marcello, di San Paolo al quartiere CEP, della Sacra Famiglia al Villaggio del Lavoratore, di San Carlo Borromeo, di San Francesco da Paola, di Santa Cecilia e di Maria Santissima Addolorata.
Fu chiamato per piani regolatori generali, particolareggiati e piani di lottizzazione nei comuni di Toritto, Pulsano, Ruvo, Grumo, Sava, Mola Santeramo, Canosa di Puglia, Fasano, San Giovanni Rotondo.
Appassionato di storia, scrisse un saggio sull'urbanistica dell'Ottocento della Puglia e dedicò due pubblicazioni alla città di Bari affrontando l'analisi delle vicende urbanistiche del centro antico di Bari e la dissennata ricostruzione del quartiere Murattiano negli anni '60 del XX secolo.